# Bernard Maligorne
Bernard Maligorne, né le 25 juin 1943 à Calan (Morbihan), est un joueur et un entraîneur français de football.

## Biographie
Issu d'une génération de joueurs à l'US Montagnarde qui révèle également Jean Giovannelli et Gilbert Le Chenadec (1959-62), c'est au FC Nantes (1962-65) qu'il tutoie en tant que joueur le haut niveau, puis au Stade lavallois où il évolue de 1965 à 1977. En avril 1969 il fait partie de la sélection de la Ligue de l'Ouest. En parallèle de sa carrière de joueur, il est employé EDF.
Il devient ensuite entraîneur adjoint et responsable du centre de formation au Stade lavallois pendant sept ans avec en apothéose une victoire en Coupe Gambardella en 1984.
Il devient entraîneur de l'UCK Vannes (1985-86) en D3, puis responsable du centre de formation du Stade brestois (1986-87) et de l'équipe première durant deux saisons où il participe à la remontée en D1, avant de rejoindre  le Red Star en 1989. En 1990, il redevient responsable du centre de formation du Stade lavallois. En novembre 1992, il est entraîneur du Stade lavallois après la mise à l'écart de l'équipe professionnelle de Michel Le Milinaire. Il conduit l'équipe en demi-finale de la Coupe de France en 1993 et reste jusqu'en décembre 1994, date à laquelle il est démis de ses fonctions. 
Il entraîne par la suite l'US Montagnarde de 1995 à 1997, Avranches de 1997 à 1999, Plabennec de 1999 à 2005.
En 2006-2007 il est coordinateur de la formation au Stade brestois. De 2007 à 2015 il est recruteur pour le centre de formation du Stade rennais.
Il prend sa retraite sportive en mai 2020.